# Kaladze
Kaladze je priimek več oseb:
- Nikolaj Ivanovič Kaladze, sovjetski general
- Kakha Kaladze, gruzinski nogometaš